# Miriam (Esodo)

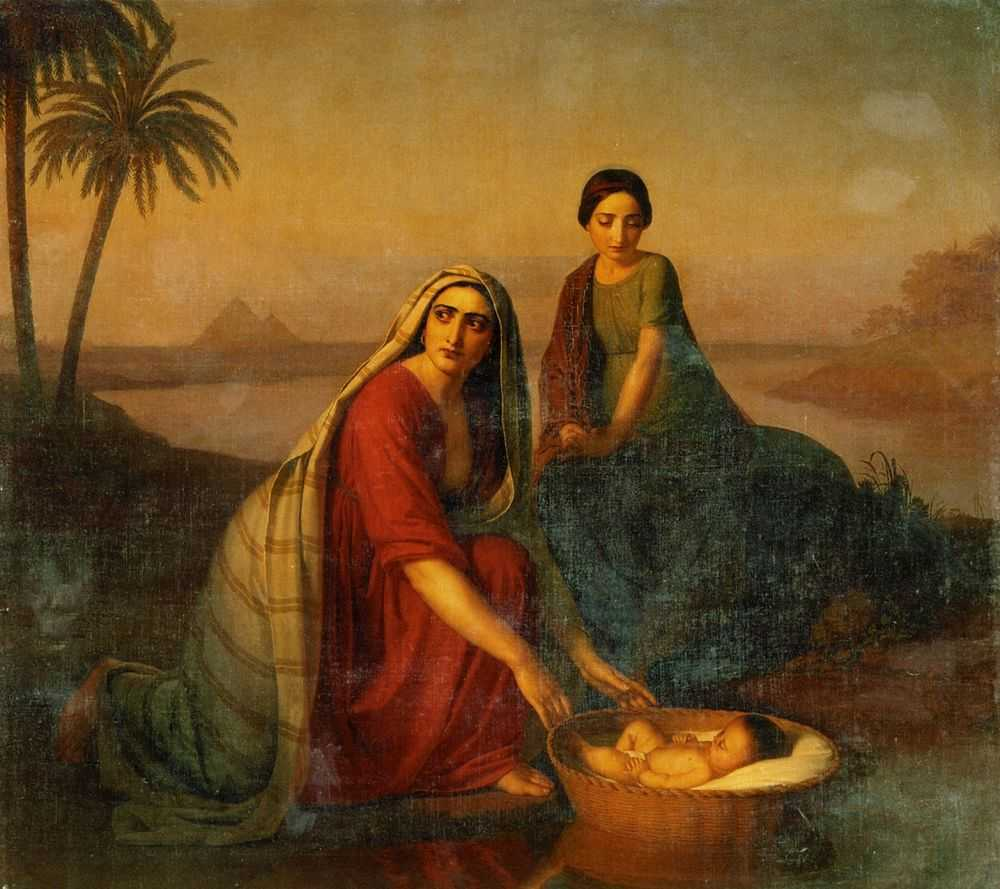
Miriam assiste mentre sua madre Iochebed affida l'infante Mosè alle acque del Nilo, in un dipinto di Aleksej Tyranov

Miriam (o Maria, a seconda di come ogni versione traduce il suo nome) è, nella Bibbia, la sorella di Mosè e Aronne. È menzionata in sei testi, tra cui i cinque libri del Pentateuco. La sua figura viene associata in particolare al salvataggio di Mosè bambino (Esodo 2), dove però, benché prenda la parola, si parla di lei solo come di «sua sorella», senza identificarla. È una delle poche donne del Pentateuco nominate in altri passi della Bibbia.

## Il racconto biblico
Miriam era la figlia primogenita di Amram e Iochebed; quando il faraone egiziano ordinò di uccidere ogni figlio maschio che nasceva agli israeliti, Iochebed depose suo figlio infante Mosè in una cesta nelle acque del fiume Nilo per salvarlo, affidandolo alla provvidenza divina. Miriam, dopo averla accompagnata, seguì il percorso della cesta fino a che non giunse al palazzo del faraone, dove la figlia del faraone trovò il piccolo e decise di adottarlo. Uscita allo scoperto, la bambina chiese alla principessa se avesse voluto una nutrice ebrea per svezzare il bambino e, avendo questa acconsentito, chiamò sua madre per svolgere quel compito. 
Miriam viene denominata "profetessa" ed è artefice del canto di un inno che recita assieme alle altre figlie d'Israele quando il popolo d'Israele attraversa il Mar Rosso e poi le truppe del faraone vengono annegate nelle sue acque dall'ira di Dio.
(Esodo 15:20-21)
Questo è considerato come uno dei più antichi componimenti poetici nella storia ebraica. 
In seguito Miriam rimprovera Mosè per il suo matrimonio con una donna madianita, Sefora; per questo viene punita con la lebbra. Incitato da Aronne, Mosè intercede presso Dio per la sua guarigione, e Miriam viene risanata dopo sette giorni di esilio fuori dal campo:
(Numeri 12:15)
Il profeta Michea la dipinge come una profetessa di importanza pari a quella dei due fratelli (Michea 6,4)

## Cultura ebraica
Miriam è una figura popolare della cultura ebraica. Alcuni, durante la Pasqua ebraica, oltre al bicchiere di vino serbato in onore di Elia, conservano anche un bicchiere d'acqua in onore di Miriam, che accompagnò il suo popolo nel deserto. Ebrei ortodossi hanno inoltre recuperato un'antica tradizione secondo la quale, dopo l'agnello e l'uovo, viene inserito nella cena pasquale anche del pesce. I tre cibi simboleggiano i tre fratelli Mosè, Aronne e Miriam.